# Metaloproteinase matriz
Metaloproteínase matriz, metaloproteínase da ou de matriz (MMP, da inglês matrix metalloproteínases) são endopeptidases dependentes de zinco; outros membros da família são adamalisinas, serralisinas, e astacinas.
Metaloproteinases – conceitos, classificação e estrutura molecular
O primeiro relato sobre as metaloproteinases foi publicado por Jerome Gross e Charles Lapière 1 , que encontraram uma enzima ativa em cultura de pele que degradava colágeno tipo I, em 1962. As metaloproteinases (MMPs) são uma família de endopeptidases Zn2+- dependente, que promovem a degradação da matriz extracelular, podendo também ser chamadas de matrixinas. Todos os membros dessa família são secretados como proenzimas. Essas proenzimas são liberadas por neutrófilos, monócitos, macrófagos, fibroblastos e, além disso, também podem ser secretadas pelas células tumorais em resposta a uma variedade de estímulos. São responsáveis pela degradação das macromoléculas, sendo esse processo fundamental na remodelação tecidual nos processos de cicatrização. 